# طوم آكر
طوم آكر (بالإنجليزية: Tom Acker)‏ هو لاعب كرة قاعدة أمريكي، ولد في 7 مارس 1930 في باترسون في الولايات المتحدة.

## وصلات خارجية
- طوم آكر على موقع دوري كرة القاعدة الرئيسي (الإنجليزية)
- طوم آكر على موقعبيزبول رفرنس.كوم (الدوري الرئيسي) (الإنجليزية)
- طوم آكر على موقعبيزبول رفرنس.كوم (الدوري الثانوي) (الإنجليزية)
- طوم آكر على موقع مشجعي الرسوم البيانية (الإنجليزية)